# Dorcadion sturmi
Dorcadion sturmi là một loài bọ cánh cứng trong họ Cerambycidae.